# Батице, где су ми кола?
Батице, где су ми кола? (енгл. Dude, Where’s My Car?) је амерички филм из 2000. године. Главне улоге тумаче Ештон Кучер и Шон Вилијам Скот.
Два пријатеља, Џеси и Честер, покушавају да открију шта се догодило претходне ноћи јер не могу да нађу свој ауто. Успут наилазе на мноштво лудих ликова.

## Радња филма
Џеси и Честер су момци који воле жестоке журке и безбрижан живот. После непроспаване ноћи буде се и откривају да су у колима заборавили поклоне које су купили својим девојкама близнакињама Ванди и Вилми. Међутим, аутомобил је нестао и Џеси и Честер крећу у потрагу. Једини траг им је визиткарта из стриптиз клуба од претходне ноћи и годишња залиха пудинга у фрижидеру.

## Улоге
| Глумац           | Улога             |
| ---------------- | ----------------- |
| Ештон Кучер      | Џеси              |
| Шон Вилијам Скот | Честер            |
| Џенифер Гарнер   | Вонда             |
| Марија Соколоф   | Вилма             |
| Кристи Свонсон   | Кристи            |
| Чарли О'Конел    | Томи              |
| Енди Дик         | Марк (непотписан) |
| Брент Спајнер    | Пјер (непотписан) |